# نات روبنسون
نات روبنسون (بالإنجليزية: Nat Robinson)‏ (28 فبراير 1878 في المملكة المتحدة - 15 مايو 1929 في المملكة المتحدة) هو لاعب كرة قدم بريطاني (وحمل سابقاً جنسية المملكة المتحدة لبريطانيا العظمى وأيرلندا) في مركز حراسة المرمى. لعب مع برمنغهام سيتي وتشيلسي وكوفنتري سيتي.